# قرارداد کاری
قرارداد کاری (انگلیسی: Employment contract) یا قرارداد استخدام، نوعی قرارداد است که در قانون کار استفاده می‌شود، تا حقوق و مسئولیت‌های بین طرفین را برای معامله تعیین نماید. این نوع قرارداد اغلب میان یک «کارمند» و «کارفرما» منعقد می‌شود. در مبانی قراردهای کاری پیشین، اغلب از قانون قدیمی خرید خدمت مربوط به قرن بیستم استفاده می‌شد. اما امروزه به‌طور کلی، قرارداد استخدامی نشان دهنده رابطه وابستگی اقتصادی و وابستگی اجتماعی میان طرفین می‌باشد.